# Atlantic Coast Line Railroad
Atlantic Coast Line Railroad (учётная марка ACL) — железная дорога Атлантического побережья США. Дорога существовала с 1900 по 1967 год. Железная дорога I класса. Штаб-квартира компании до 1961 года располагалась в городе Уилмингтон (Северная Каролина), а затем в городе Джэксонвилл (Флорида).
1 июня 1967 года дорога объединилась с Seaboard Air Line Railroad образовав дорогу Seaboard Coast Line Railroad. После нескольких слияний ныне дорога входит в состав CSX Transportation.

## История создания
Atlantic Coast Line Railroad была создана 21 апреля 1900 года в результате объединения нескольких железнодорожных компаний. Эти компании в свою очередь ранее прошли этапы объединения с другими железными дорогами. Таким образом можно считать, что предшественниками ACLR были более десятка железнодорожных компаний.
Северная Каролина
Wilmington and Raleigh Railroad была открыта для движения в 1840 году. Дорога соединила Уилмингтон и Велдон. Протяжённость дороги составляла 161,5 мили. В 1855 году дорога была переименована в Wilmington and Weldon Railroad.
Wilmington and Manchester Railroad была открыта для движения в 1853 году. Дорога соединила города Камден-Кроссинг и Камден (Южная Каролина). После Гражданской войны в США компания была реорганизована в Wilmington, Columbia and Augusta Railroad. В 1873 году дорого была продлена до города Колумбия (Южная Каролина), но так и не дошла до города Огаста (Джорджия) как намечалось.

## Тяговый подвижной состав
Тепловозы: EMD FP7, EMD SW7, EMD SW8, EMD SW9, GE U30B, GE U30C, GE U25C, EMD E3, EMD E6, EMD E7, EMD E8, EMD GP30, EMD F7, EMD F9, EMD GP7, EMD GP9, EMD SD35, Baldwin VO-1000, EMC E3
Паровозы: USRA 0-6-0.